# MARS (B'z專輯)
《MARS》是日本音樂組合B'z於1991年5月29日由BMG VICTOR發行的第3張迷你專輯。本專輯在BMG ROOMS（現：VERMILLION RECORDS）成立後，發售權留在了BMG ROOMS。

## 簡介
- 於「B'z LIVE-GYM "Pleasure '91"」演唱會期間所出的專輯。
- 專輯的主題是「可以跳舞的硬式搖滾」(踊れるハードロック)。
- 以兩首新曲和三首重新编曲并用英语演唱而构成的作品。
- 「孤獨的runaway（日语：孤独のRunaway）」的原曲是松本為女結他手安宅美春（日语：安宅美春）提供作曲的同名單曲。
- 最終銷量約173.4萬張，是B'z最高銷量的迷你專輯，亦為日本最暢銷專輯第103名。

## 收錄曲
1. 孤独のRunaway
2. Mars
3. Loving All Night 〜Octopus Style〜
4. Love & Chain 〜Godzilla Style〜
5. LADY NAVIGATION 〜Cookie & Car Stereo Style〜

## 製作人員
- 松本孝弘：結他、全曲作曲・編曲
- 稻葉浩志：主唱、全曲作詞
- 明石昌夫：Manipulator、全曲編曲
- 青山純：鼓（#1.3.4）
- 田中一光：鼓（#5）
- 加藤友彦：蓝調口琴（#3）
- 大黑摩季：和音（#4）
- 藤田理麻：聲音（#4）